# 卜凡 (主持人)
卜凡（1970年9月29日—），上海广播电视台（SMG）节目主持人、主任播音员、播音指导，毕业于北京广播学院（现中国传媒大学）播音专业。1992年加入上海东方电视台，开始她的主持生涯。曾先后获得上海市“文化新人”、“新长征突击手”称号以及全国播音作品评比一等奖、全国论文评比二等奖、“上海广播电视奖”播音主持类一等奖等奖项。

## 主要经历
卜凡出生于河南开封的一个干部家庭。她从小在家庭的熏陶之下学习唐诗和阅读童话，对写作产生了兴趣，曾在《开封日报》发表自己的处女作。中学时期，她获得过当地演讲比赛及辩论赛的冠军。1988年考入北京广播学院播音专业。通过四年时间的学习与训练，她最终以专业课班级第一的成绩毕业。
1992年，完成大学学业的卜凡赴中国中央电视台实习数月，随后加入上海东方电视台，成为东视首批新闻主播之一。次年，上海东方电视台正式开播，她长期担任东视新闻娱乐频道节目《东视新闻》的主持人。1996年9月举办的“第八届全国电视播音作品评比”中，她凭借《东视新闻》获得一等奖。1999年，获得主持人节目研究会第四届“金话筒”铜奖及百优。2000年，被授予上海市“文化新人”、“新长征突击手”称号。
2003年，出版个人散文集《卜凡的声音》。2005年，主持东视新闻娱乐频道访谈节目《卜凡下午茶》。
2008年，由于东视新闻娱乐频道改版为娱乐频道，转而主持STV新闻综合频道《新闻报道》节目；同年10月8日，与潘涛等SMG主持人赴杭州与浙江卫视展开交流；12月13日，出席上海视觉艺术学院播音主持专业2008级拜师结对仪式。2010年，开始主持东方卫视《东方新闻》、《东方午新闻》（现《午间30分》）、《东方夜新闻》等新闻节目。2011年9月，凭借《东方新闻》获得2010年度“上海广播电视奖”播音主持类一等奖。
2013年，参加STV新闻综合频道访谈节目《爱上女主播》。2015年2月，参与录制上海电视台新春特别节目《那些年 我们追过的春晚》；4月24日，受聘为上海视觉艺术学院播音与主持艺术专业指导老师，并出席该校播音与主持艺术专业2011级毕业汇报演出暨2013级拜师结对仪式。5月，担任“‘荧星杯’上海市红领巾中华传统美德故事大赛”评委。2016年1月，参与录制上海电视台新春特别节目《那些年我们追过的热剧》。2017年12月，担纲“上海教师影视配音大赛”评委。
2019年3月，携手母婴健康及早教专家推出新栏目《卜凡亲子会》，尝试与融媒体紧密结合；同月24日，主持“第三届樱园艺术节”开幕式。

## 个人生活
已婚，育有一女。丈夫是她的大学同窗，所学专业为摄影；两人相识于大学的一次校园舞会，均有摄影的爱好。

## 作品

### 主持节目
| 頻道/平台        | 節目名稱                                          |
| ---------------- | ------------------------------------------------- |
| 东视新闻娱乐频道 | 《东视新闻》                                      |
| 东视新闻娱乐频道 | 《东视夜新闻》                                    |
| 东视新闻娱乐频道 | 《东视经济传真》                                  |
| 东视新闻娱乐频道 | 《卜凡下午茶》                                    |
| STV新闻综合频道  | 《新闻报道》                                      |
| 东方卫视         | 《东方新闻》                                      |
| 东方卫视         | 《午间30分》 （原《东方午新闻》、《东方大头条》） |
| 东方卫视         | 《东方夜新闻》                                    |
| 东方卫视         | 《直播上海》                                      |
| CCTV             | 《中国广播电视新闻奖颁奖典礼》                    |

### 书籍/文章
- 书籍：《卜凡的声音》
- 文章：《电视节目主持人的个性魅力》

## 荣誉及奖项

### 荣誉
- 上海东方电视台首席新闻主播
- 上海市“文化新人”
- 上海市“新长征突击手”
- 上海市儿童少年活动基金会“爱心大使”

### 奖项
- 全国播音作品评比一等奖
- 全国论文评比二等奖
- 主持人节目研究会第四届“金话筒”铜奖、百优
- 2010年度“上海广播电视奖”播音主持类一等奖